# Cifosi
|  | Per a altres significats, vegeu «Gepa (animals)». |

La cifosi (del grec κύφος, "convex", i el sufix sis, que indica "estat, procés", en alguns casos anomenada gepa severa) és una malaltia caracteritzada perquè la columna vertebral es corba i parts perden bastant o tota la seva habilitat per a moure's cap a dintre. Això causa una inclinació en l'esquena, vista com una postura dolenta.

## Símptomes
Els símptomes de la cifosi que poden presentar-se o no, depenent del tipus i extensió de la deformitat, inclouen dolor d'esquena, cansament, aparença d'una esquena corbada i dificultats per a respirar. Si és necessari, aquesta deformitat és tractada amb una fèrula i teràpia física, o amb cirurgia correctiva. Casos severs poden causar molta incomoditat i inclusivament la mort. En pacients amb deformitat cifòtica progressiva per un col·lapse vertebral, un procés anomenat "cifoplàstia" pot parar la deformitat i alleujar el dolor.

## Tractament
- Els aparells ortopèdics per a esquenes poden controlar deformitats moderades.
- A Alemanya existeix un tractament estàndard per la cifoscoliosi, que a més a més serveix per a l'escoliosi i la cifosi, conegut com el mètode de Schroth de teràpia física.[1]
- En alguns casos s'intenta corregir o reduir el creixement de la patologia mitjançant cirurgies.
- Els pacients d'hipoxemia que a part d'aquesta pateixen cifosi poden necessitar oxigen extra.